# Dominique Rocheteau
Dominique Rocheteau (Saintes, 1955. január 14. –) Európa-bajnok és világbajnoki bronzérmes francia labdarúgó, csatár.

## Pályafutása

### Klubcsapatban
1966-ban az Étaules korosztályos csapatában kezdte a labdarúgást, majd 1970–71-ben a La Rochelle együttesében folytatta. 1972-ben mutatkozott be a Saint-Étienne első csapatában, ahol 1980-ig szerepelt. Három bajnoki címet és egy francia kupa győzelmet ért el az együttessel. Tagja volt az 1975–76-os idényben BEK-döntős csapatnak. 1980 és 1987 között a Paris Saint-Germain labdarúgója volt, ahol egy bajnoki címet és két francia kupa győzelmet szerzett a csapattal. 1987 és 1989 között a Toulouse FC játékosa volt. Az aktív labdarúgást 1989-ben fejezte be.

### A válogatottban
1975 és 1986 között 49 alkalommal szerepelt a francia válogatottban és 15 gólt szerzett. Először 1978-ban Argentínában szerepelt világbajnokságon. Négy évvel később a spanyolországi világbajnokságon a negyedik helyezett csapat tagja volt. 1984-ben a hazai rendezésű Európa-bajnokságon aranyérmes lett a válogatottal. Utolsó világbajnoki szereplése 1986-ban Mexikóban volt, ahol bronzérmet szerzett az együttessel.

## Sikerei, díjai
Franciaország
- Európa-bajnokság
  - aranyérmes: 1984, Franciaország
- Világbajnokság
  - bronzérmes: 1986, Mexikó
  - 4.: 1982, Spanyolország

 Saint-Étienne
- Francia bajnokság
  - bajnok: 1973–74, 1974–75, 1975–76
- Francia kupa (Coupe de France)
  - győztes: 1977
- Bajnokcsapatok Európa-kupája (BEK)
  - döntős: 1975–76

 Paris Saint-Germain
- Francia bajnokság
  - bajnok: 1985–86
- Francia kupa (Coupe de France)
  - győztes: 1982, 1983
  - döntős: 1985